# Скирда Юрій Арсенійович
Скирда Юрій Арсенійович (17 жовтня 1938, Полтава — 24 березня 1994, Київ) — український радянський і український художник, режисер-мультиплікатор; член Спілки радянських художників України та Спілки кінематографістів України.

## Біографічні відомості
Народився 17 жовтня 1938 року у місті Полтаві (нині Україна) в родині військовослужбовця. 1963 року закінчив Київський державний художній інститут, де навчався у Іллі Штілмана, Володимира Костецького, Віктора Пузиркова. З того року працював художником-постановником Творчого об'єднання художньої мультиплікації студії «Київнаукфільм»; з 1974 року — режисером.
Мешкав у Києві в будинку на вулиці Міцкевича, № 9, квартира № 7. Помер у Києві 24 березня 1994 року.

## Творчість
Художник мультфільмів
- «Лелеченя» (1964);
- «Таємниця чорного короля» (1964);
- «Водопровід на город» (1964);
- «Микита Кожум'яка» (1965);
- «Маруся Богуславка» (1966);
- «Тяв і Гав» (1967);
- «Музичні малюнки» (1968);
- «Кит і кіт» (1969);
- «Котигорошко» (1970);
- «Зустріч, що не відбулася» (1971);
- «Бегемот та сонце» (1972);
- «Зубна билиця» (1972);
- «Мишеня, яке хотіло бути схожим на людину» (1973);
- «Хлопчик з вуздечкою» (1974);
- «Пригоди капітана Врунгеля» (1979);
- «Знахідка» (1986);
- «Пісковий годинник» (1987);
- «Де ти, мій коню?..» (1988).

Режисер-художник мультфільмів
- «Зелена пігулка» (1974);
- «Історія з одиницею» (1975);
- «Парасолька на модному курорті» (1977);
- «Похід» (1979, у співавторстві);
- «Гарячі зорі» (1981);
- «Дуже давня казка» (1982, у співавторстві);
- «Осінній вальс» (1989);
- «Капітан Туссі» (1991, співавтор сценарію);
- «Про Дуків Срібляників і Хвеська Ганджу Андибера» (1994, автор сценарію, співрежисер, художник).

Брав участь у республіканських і всесоюзних виставках з 1967 року.